# Passage Charles-Dallery
 (décembre 2015).
Si vous disposez d'ouvrages ou d'articles de référence ou si vous connaissez des sites web de qualité traitant du thème abordé ici, merci de compléter l'article en donnant les références utiles à sa vérifiabilité et en les liant à la section « Notes et références ».
Le passage Charles-Dallery est une voie publique de Paris, dans le 11e arrondissement.

## Origine du nom
Elle doit son nom à Charles Dallery (1754-1835), ingénieur connu pour ses travaux sur la navigation à vapeur.

## Situation et accès
Ce site est desservi par les stations de métro Voltaire,  Ledru-Rollin, Bastille et Bréguet - Sabin.

## Historique
Elle est indiquée sur le plan de Jouvin de Rochefort de 1672 établi par Albert Jouvin de Rochefort. 
Ce passage s'appelait d'abord « passage Vaucanson » et, dans la partie donnant sur la rue de la Roquette, la voie en impasse portait autrefois le nom d'« impasse de la Roquette », ou cul-de-sac du même nom.
Elle fut prolongée pour en faire un passage en prenant sur les terrains de l'hôtel de Mortagne ou de Vaucanson aux environs de 1840. 
Sa nouvelle dénomination date du décret du 10 novembre 1877, confirmé par un arrêté du 20 mai 1933, et sa nouvelle numérotation date d'un arrêté du 12 avril et du 4 mai 1884.

## Bâtiments remarquables et lieux de mémoire
- No 3 : hôtel de Mortagne.
- No 5 : cours de théâtre.
- No 6 : théâtre no 6, qui fut le témoin d'événements artistiques durant Mai 1968.
- No 10 : cours de danse.
- Nos 12-14 : commissariat de police.
- No 16 : fabrique de jeux.
- No 23 : entreprise de cartonnage Couchard.
- Nos 21 à 25 : bâtiment en pierre meulière, construit à l'origine par l'architecte Georges Farcy en 1897.
- No 30 : ancienne faïencerie, fabrique de poêles des Vogt.

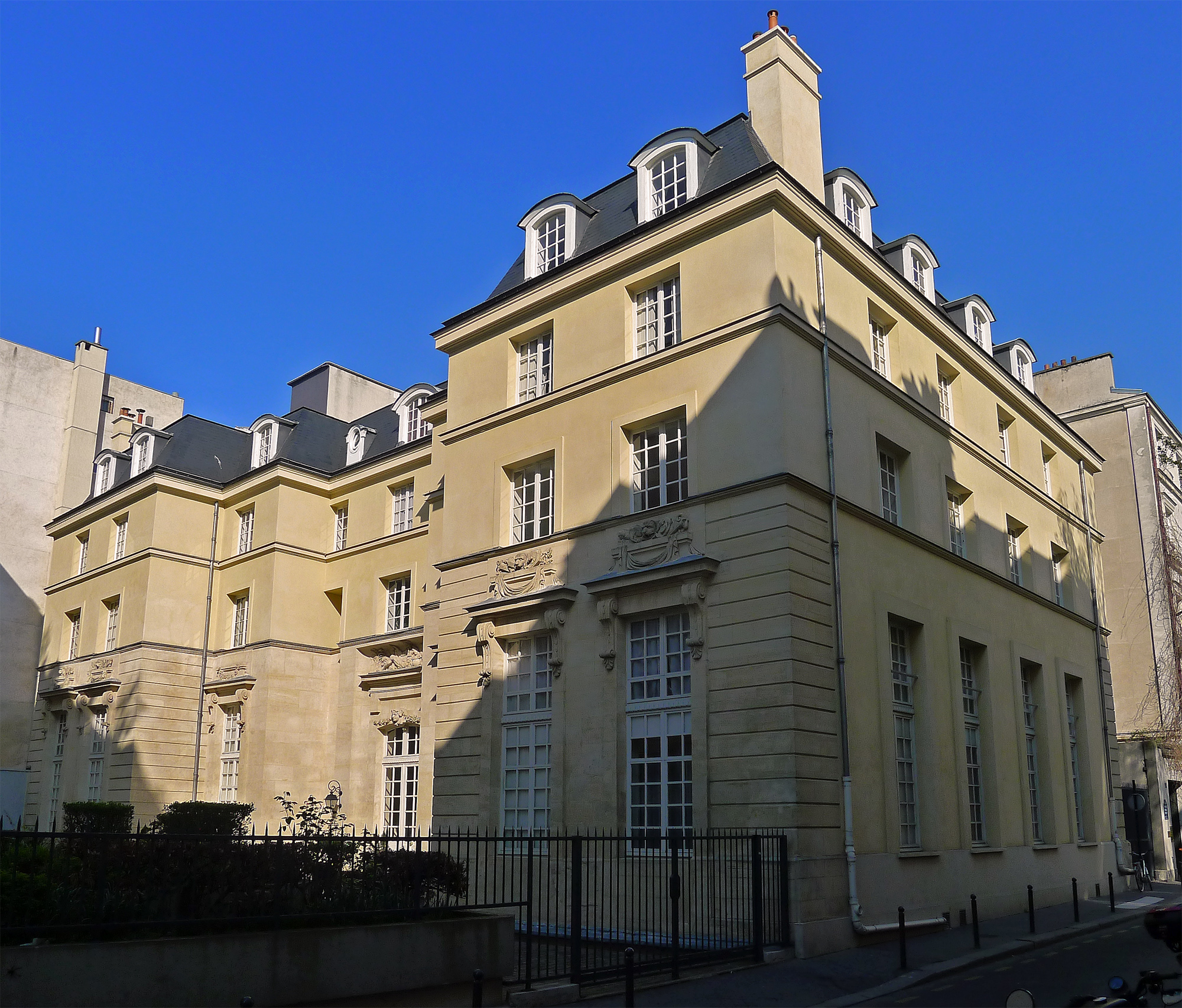
L'hôtel de Mortagne.
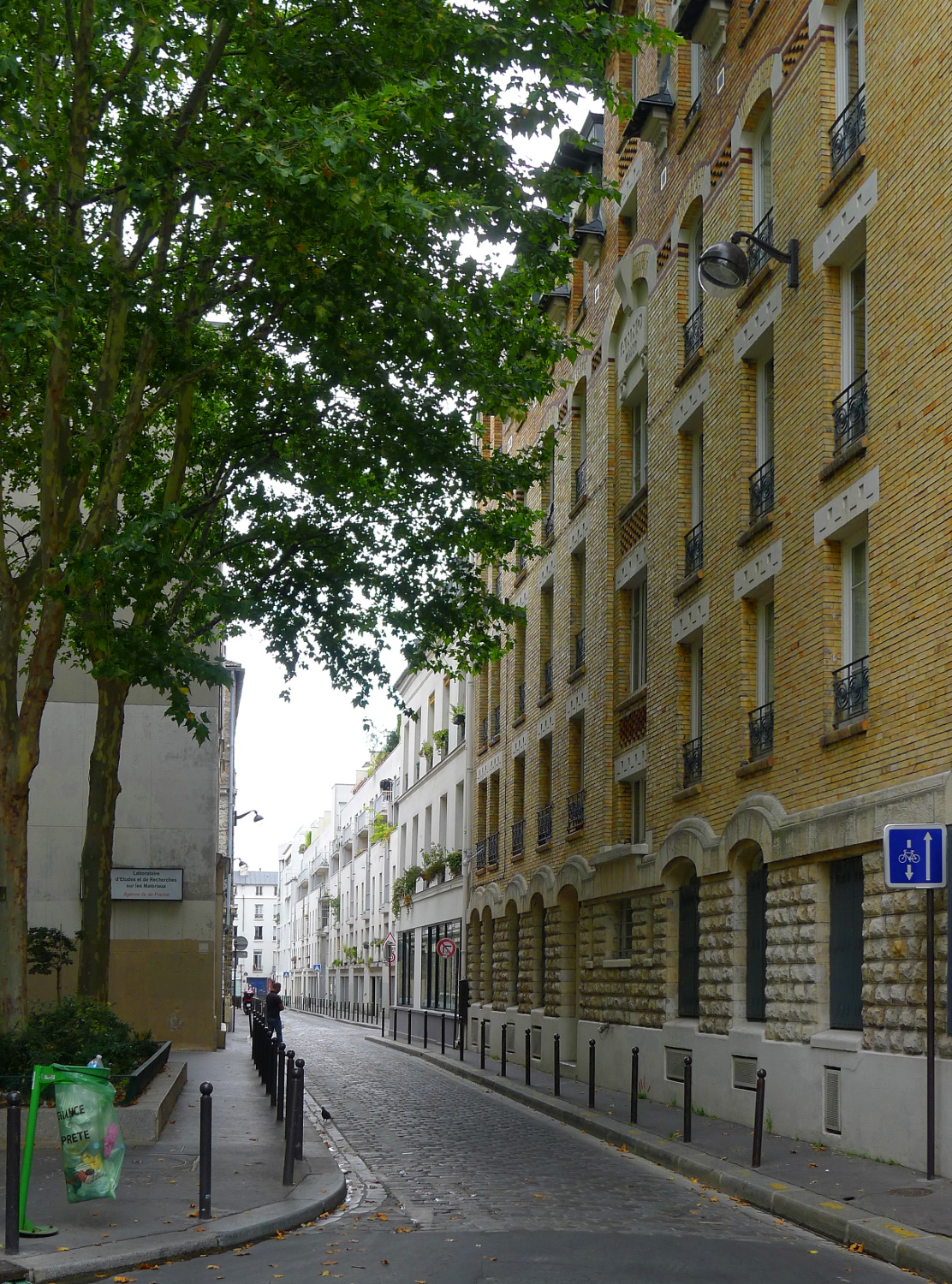
Vue du passage Charles-Dallery.